# Erada
Erada é uma povoação portuguesa sede da Freguesia de Erada do Município de Covilhã, freguesia com 43,4 km² de área e 575 habitantes (censo de 2021), tendo, por isso, uma densidade populacional de 13,2 hab./km².
Erada pertence à rede de Aldeias de Montanha.

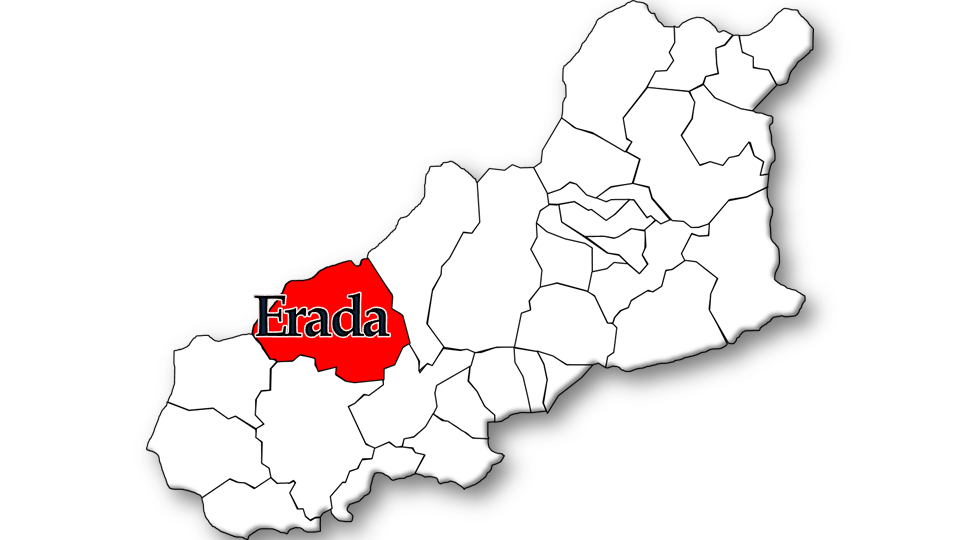
Localização no Município da Covilhã

## Demografia
A população registada nos censos foi:
| Distribuição da População por Grupos Etários | Distribuição da População por Grupos Etários | Distribuição da População por Grupos Etários | Distribuição da População por Grupos Etários | Distribuição da População por Grupos Etários |
| -------------------------------------------- | -------------------------------------------- | -------------------------------------------- | -------------------------------------------- | -------------------------------------------- |
| Ano                                          | 0-14 Anos                                    | 15-24 Anos                                   | 25-64 Anos                                   | > 65 Anos                                    |
| 2001                                         | 97                                           | 127                                          | 417                                          | 204                                          |
| 2011                                         | 70                                           | 62                                           | 368                                          | 209                                          |
| 2021                                         | 34                                           | 44                                           | 247                                          | 250                                          |

## Património
- Igreja Velha - A Igreja Velha, segundo uma pedra que apareceu aquando da sua demolição (em 30 de Setembro de 1962), foi construída em 1650.

- Capela de S. Sebastião - A Capela de São Sebastião foi construída em 1761. As pinturas existentes no interior são de grande valor desde os retábulos de Santo António, Santa Bárbara, fardamento de São Sebastião (capitão romano), as pinturas do teto, o púlpito, o oratório de São Sebastião, em talha dourada, o sacrário que resta da Igreja velha, são de valor incalculável.

- Capela de Nossa Senhora dos Milagres - Em 1900 foi construída a Capela de Nossa Senhora dos Milagres e em 1905 foi realizada a primeira festa, que se vem realizando todos os anos, no 1º Domingo de Setembro, até aos dias de hoje.

- Igreja Matriz da Erada - Em 10 de Setembro de 1950, o Padre António Gonçalves, tomou conta desta paróquia de São Pedro. Verificando a necessidade duma nova Igreja, congrega todos os esforços na procura da concretização desse projeto. Neste sentido, em Fevereiro de 1955, por iniciativa do Bairro da Corga, o povo da Erada, numa manifestação de invulgar amor e sacrifício, apresentou os imortais e históricos Cortejos de Oferendas. Em Dezembro de 1960 principiaram as obras, tendo sido em 27 de Janeiro de 1963 inaugurada solenemente a nova e atual Igreja da Erada.

## Localização
Situada a 22 km a sudoeste da sede do município, a Freguesia de Erada estende-se por uma área de cerca de 4000 hectares, pertence à diocese da Guarda e é parte integrante do Distrito de Castelo Branco.
Com uma altitude de 535 metros, confina com as freguesias de Alvôco da Serra e Teixeira, do Município de Seia, e Sobral de São Miguel, Casegas, Paul e Unhais da Serra, do Município da Covilhã.

## História e toponímia
O documento mais importante que se conhece, encontra-se no Dicionário Geográfico de Portugal, manuscrito de 1758, arquivado na Torre do Tombo. Foi escrito pelo então Pároco da Erada, Francisco Antunes Domasco, a 16 de Abril de 1758. Nesse documento declara-se: "É del Rei (a Erada) não conhece outro dono mais ou sujeição". Também é possível observar no referido documento a anexação de Trigais: "Tem este lugar a sua igreja paroquial, acumulando para a parte do poente um lugar ou aldeia chamada os Trigais, nas abas as Serra da Estrela, junto ao local chamado Pedras Lavradas…".
No que respeita à toponímia, segundo a revista Lusitana, terá origem no latim "hederata" que quer dizer povoada ou coberta de heras, todavia há outras versões.

## Economia
A sua economia assenta em componentes diversificados. Aliada à pastorícia, atividade de origem desta freguesia, surgiu a agricultura que, mercê da pobreza da maioria dos terrenos e o rigor do clima, nunca teve um impacto capaz de melhorar a vida destas gentes. Assim, foi também a Erada conhecida como a terra dos carvoeiros e almocreves. O carvão e o azeite eram transportados em machos, percorrendo os trilhos da Serra, únicos acessos que permitiam o escoamento dos produtos excedentários.

## Trigais
Esta aldeia da Freguesia da Erada dista da sede 15 km situando-se isolada, entre o sul e o poente, na encosta da Estrela.
As origens, a evolução, a história das suas gentes e do seu modo de vida, da sua relação com o "exterior", valem bem não apenas uma visita turística, mas alguns dias de repouso e de "regresso às origens", numa das mais pequenas e serranas aldeias da beira baixa.
Nos Trigais podemos encontrar ainda alguns telhados de casas cobertos de lajes de xisto, como é o caso da antiga forja do Ti Joaquim Ministro, onde podemos ainda encontrar o grande fole de ferreiro.
Os vários moinhos que ao longo dos tempos transformavam o grão em farinha, tocados pela água da Ribeira dos Trigais, tinham um funcionamento comunitário. Um deles funciona ainda com frequência. A tia Augusta que é há muitos anos a forneira - função que terá já herdado da sua mãe - vai passando a palavra à vizinhança: "- amassa agora; - dá a volta", etc. cada vizinha ao voltar a casa com o tabuleiro, deixa uma broa à tia Augusta. Esta cena repete-se todos os Sábados.
Nesta povoação onde quase toda a gente está ligada por laços familiares, cresceu um espírito comunitário que ainda hoje se observa.

## Manifestações Culturais
Duas festas têm lugar anualmente na povoação fazendo ali reunir as famílias espalhadas entre Lisboa, Covilhã e a emigração além fronteiras. São no dia de Páscoa a festa da "Senhora da Saúde" e, no segundo Domingo de Agosto a festa de "Santa Bárbara".
O Rancho Folclórico que atua nos dias festivos faz parte da Associação Cultural dos Trigais há poucos anos dinamizada.
A freguesia conta com a Filarmónica Recreativa Eradense, banda fundada em 1924 e que continua a sua atividade musical com atuações um pouco por toda a região. Ligada a esta coletividade está o Núcleo de Desporto da Filarmónica da Erada, que tem uma atividade desportiva na modalidade de futsal, com várias equipas dos escalões de formação a competição nas provas distritais, movimentando não só os jovens da Erada como também os das freguesias limítrofes.

## Percursos turísticos
Pela sua localização isolada e sendo os seus habitantes obrigados a deslocar-se à sede da freguesia e às outras povoações - os caminhos pela serra dentro foram ao longo dos tempos percursos obrigatórios. Homens e animais transportavam o carvão que iam vender a Unhais da Serra ou à Covilhã e, de volta, os produtos que adquiriam. Até os seus mortos foram por esses caminhos transportados, até à não muito distante década de 1960, para o cemitério da Erada.
Assinalar e valorizar hoje alguns desses percursos (alguns são ainda trilhados com frequência) para o turismo de montanha, a pé ou a cavalo, pode ser um investimento com futuro nesta pequena povoação "encravada" na Serra da Estrela.

## Potencialidades turísticas
Nas tradições e nos hábitos da povoação dos Trigais, além da pastorícia, da caprinicultura e do mel, aparece o aproveitamento do medronho donde uma deliciosa aguardente é extraída. Mesmo bem vendida não chega para as encomendas.
Proteger a planta do medronho, hoje muito perseguida pelo fogo e por cortes que reduzem o seu crescimento, estimular a dezena de pequenos produtores num projeto de crescimento da produção, na criação de uma marca própria, será uma ideia viável a reter e a estudar com a participação daquela comunidade.
A generosidade da planta do medronho, o recurso dos terrenos da montanha, a qualidade de um produto que a Natureza (quase) oferece todas as épocas do Outono, são fatores com potencialidades não apenas turísticas para aquela comunidade.
Pela sua localização isolada e sendo os seus habitantes obrigados a deslocar-se à sede da freguesia e às outras povoações - os caminhos pela serra dentro foram ao longo dos tempos percursos obrigatórios. Homens e animais transportavam o carvão que iam vender a Unhais da Serra ou à Covilhã e, de volta, os produtos que adquiriam. Até os seus mortos foram por esses caminhos transportados, até à não muito distante década de 1960, para o cemitério da Erada.
Assinalar e valorizar hoje alguns desses percursos (alguns são ainda trilhados com frequência) para o turismo de montanha, a pé ou a cavalo, pode ser um investimento com futuro nesta pequena povoação "encravada" na Serra da Estrela.

## Colectividades
- Banda Filarmónica Eradense.